# LG G2 미니
LG G2 미니(LG G2 mini)는 LG전자에서 제조, 판매하는 보급형 안드로이드 스마트폰이다. 2014년 2월 20일에 공개하였고, 2014년 4월 27일에 출시되었다.

## 운영체제 / 소프트웨어

### 안드로이드 4.4.2 킷캣
안드로이드 OS 4.4.2 킷캣을 탑재하여 출시했다.

### 안드로이드 5.0.2 롤리팝[3]
2015년 6월 12일, 글로벌 버전부터 5.0.2 롤리팝 업그레이드가 시작되었다. UI가 옵티머스 UI 3.0에서 옵티머스 UI 4.0으로 바뀌고 소프트키와 노티바가 롤리팝 스타일로 변경되었다.

## 색상
- 티탄 블랙
- 루나 화이트
- 골드
- 레드

## 같이 보기
- LG G2
- LG G 프로 라이트
- LG G3 비트